# UPS 좌표계
UPS 좌표계(Universal Polar Stereographic coordinate system)은 지구상의 위치를 나타내기 위해 UTM 좌표계와 더불어 사용되는 지리 좌표계이다. UPS 좌표계는 지구의 양 극점 부근의 위치를 나타내는 데 사용되는데, UTM 좌표계에서 나타낼 수 없는 북위 84°보다 북쪽과 남위 80°보다 남쪽 지역에 해당된다. 단, 두 좌표계의 경계부가 중첩될 수 있도록 UPS 좌표계의 한계는 위도 30분씩 확장되어 있다. UPS 좌표계에서는 UTM 좌표계와 마찬가지로, 등각투영된 직교 격자망과 미터 단위를 사용한다.

## 투영과 축척
UPS 좌표계라는 이름에서 알 수 있는 것과 같이, 입체투영(스테레오 투영, stereographic projection)을 사용한다. 투영 중심이 양 극점이고 기준이 되는 평행 위도선이 반대편 극점이며 투영면이 극점에서 접하는 평면인 원뿔투영이다. 좌표계의 원점이 되는 양 극점에서의 축척 계수는 0.994이며, 북위와 남위 81°06'52.3"에서 축척 계수가 1, 북위와 남위 80°에서의 축척 계수는 1.0016이 된다.

## 좌표의 표기
북극지역과 남극지역을 각각 북극, 남극을 원점으로 하는 별개의 좌표계로 나타낸다. 경도 0°와 180°를 잇는 선을 세로축, 그에 직교하는 선을 가로축으로 하여 미터 단위로 좌표를 표기하는데, 좌표가 음수가 되는 것을 방지하기 위하여 가로와 세로 좌표에 각각 2,000,000 미터를 더해 표기한다.

## 같이 보기
- UTM 좌표계
- 경위도 좌표계

## 참고 문헌
- 조규전, 《측량정보공학》, 良書閣, 2005. p.52